# Elizabeth Ann Seton
Elizabeth Ann Seton (Nova York, 28 d'agost de 1774 — Emmitsburg, 4 de gener de 1821) va ser la primera persona natural dels Estats Units d'Amèrica que fou canonitzada per l'Església catòlica. Va fundar les Germanes de la Caritat de Sant Josep.

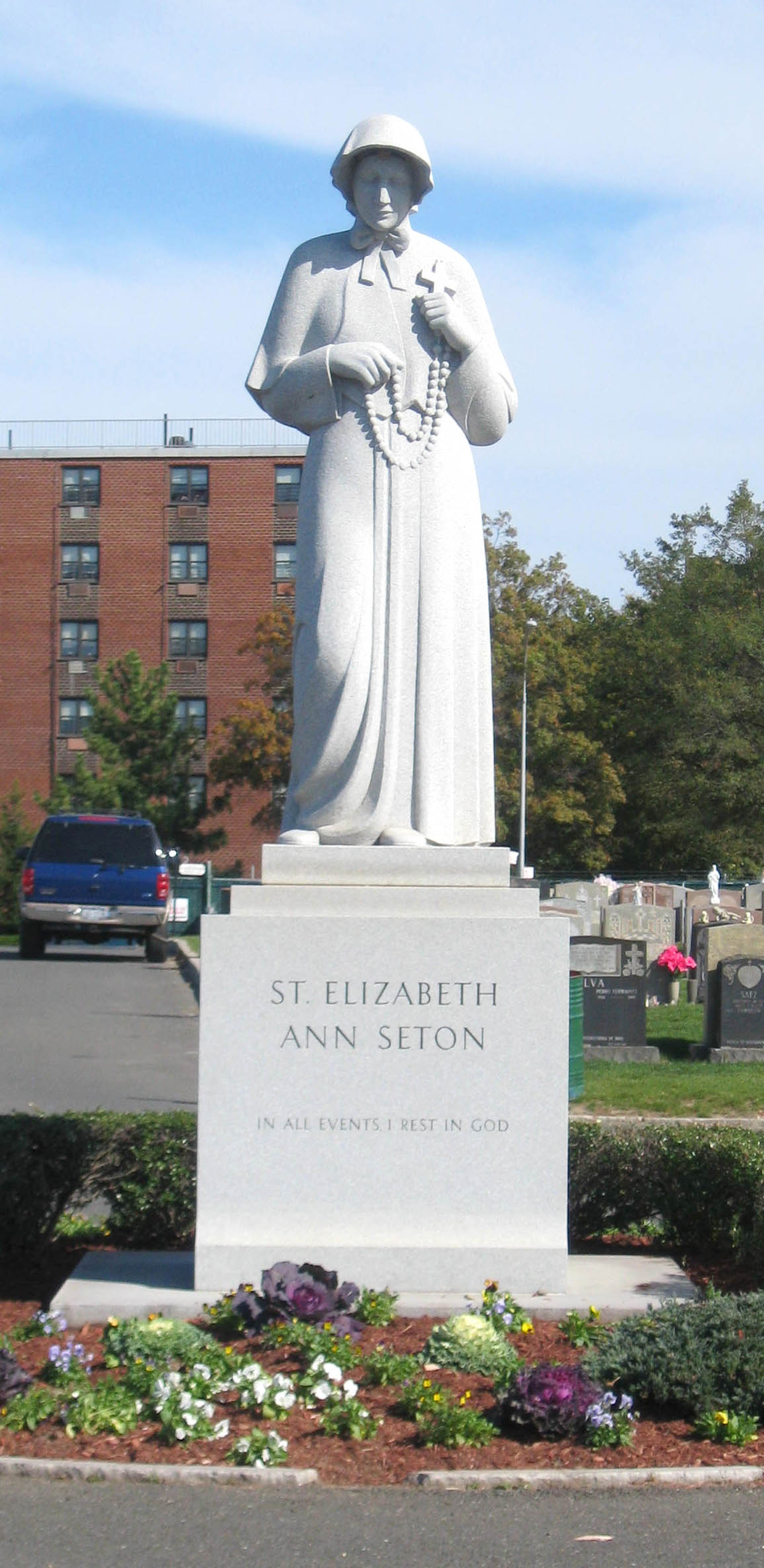
Estàtua al cementeri de Saint Raymond al Bronx

Casa de la santa a Manhattan, Nova York (a la dreta, amb el santuari que se li ha dedicat)

## Biografia
Elizabeth va ser batejada en la fe anglicana. Es casà el 25 de gener de 1794 amb William Magee Seton, ric mercader marítim protestant, amb qui tingué cinc fills.
Alguns anys després del casament, l'empresa familiar feu fallida i, el desembre de 1803, William mor de tuberculosi. Elizabeth es converteix al catolicisme el 14 de març de 1805 i es va fer professora, per tal d'educar els seus fills.
Pensava que tots els nens tenien dret a una educació gratuïta i amb l'objectiu d'aconseguir-la, va fundar el 1808 una escola catòlica per a nenes a Emmitsburg, Maryland, i a Baltimore va fundar les Germanes de la Caritat de Sant Josep, la primera comunitat religiosa de dones catòliques apostòliques dels Estats Units.
Beatificada per Joan XXIII el 17 de març de 1963, va ser canonitzada per Pau VI el 14 de setembre de 1975. El seu cos reposa a Emmitsburg, Maryland. És considerada protectora de les vídues, els nens en perill de mort i els professors. La seva festivitat és el dia 4 de gener.